# Geiles Leben
Geiles Leben ist ein Lied des deutschen Elektropop-Duos Glasperlenspiel. Das Stück ist die zweite Singleauskopplung aus ihrem dritten Studioalbum Tag X.

## Entstehung und Artwork
Geschrieben wurde das Lied von Philipp Albinger, Benjamin Bistram, Daniel Grunenberg, Philipp Klemz, Carolin Niemczyk, Christian Raab und Peter Stanowsky. Produziert wurde die Single von Philipp Albinger, Johannes Burger und Kilian Wilke. Die Single wurde unter dem Musiklabel Polydor veröffentlicht und durch Universal Music Publishing vertrieben. Auf dem Cover der Maxi-Single sind – neben Künstlernamen und Liedtitel – die beiden Glasperlenspiel-Mitglieder vor dem Hintergrund eines großen X (als Anlehnung an das dazugehörige Studioalbum Tag X) zu sehen.

## Veröffentlichung und Promotion
Die Single-Erstveröffentlichung von Geiles Leben erfolgte am 28. August 2015 als Download. Die Veröffentlichung als physischer Tonträger folgte drei Wochen später am 21. September 2015. Das Stück ist als Einzeldownload oder digitale Remix-EP erhältlich. Die EP beinhaltet insgesamt vier Remixversionen; unter anderem von dem Produzententeam Madizin und dem DJ Calyre. Die physische Maxi-Single wurde als 2-Track-Single veröffentlicht und beinhaltet das Lied Unser letztes Lied als B-Seite. Um das Lied zu bewerben, folgten unter anderem Liveauftritte im ZDF-Fernsehgarten, in der Abendschau des Bayerischen Fernsehens, bei Promi Big Brother – Die Late Night Show auf Sixx, während der elften Staffel von Popstars und der 2015er-Single-Jahrescharts-Ausgabe der Ultimativen Chartshow.
Remixversionen
- Geiles Leben (Calyre Alternative Radio Edit)
- Geiles Leben (Calyre Club Edit)
- Geiles Leben (DJ Flash Gordon 2016 Trance Remix)
- Geiles Leben (Madizin Club Mix)
- Geiles Leben (Madizin Dub Mix)

## Bundesvision Song Contest 2015
Um das Lied und sich selbst zu bewerben, traten Glasperlenspiel beim Bundesvision Song Contest 2015 für ihr Bundesland Baden-Württemberg an. Sie belegten mit 82 Punkten den sechsten Rang und mussten sich unter anderem Mark Forster mit seinem Siegertitel Bauch und Kopf, den Donots mit Dann ohne mich und Yvonne Catterfeld mit Lieber so geschlagen geben. Aus ihrer Heimat Baden-Württemberg bekamen sie mit 12 Punkten die höchste Punktzahl des Abends, sie bekamen aus allen restlichen Bundesländern mindestens zwei Punkte. Im Vorfeld der Auftritte wurden zur Promotion kleine Einspieler gezeigt, in denen Stefan Raab zusammen mit den Heavytones die Interpreten in einem Proberaum traf und sie eine kleine Jamsession abhielten. Hierbei spielten alle zusammen eine Akustikversion vom Hafer- und Bananenblues von Äffle und Pferdle. Danach spielten sie noch ein Mashup aus Shut Up and Let Me Go von den Ting Tings und Good Times von Chic.
Für Glasperlenspiel war dies bereits die zweite Teilnahme an diesem Wettbewerb. Bereits 2011 traten sie ebenfalls für Baden-Württemberg mit dem Titel Echt an und belegten damals den vierten Platz hinter dem Sieger Tim Bendzko (Wenn Worte meine Sprache wären) und weiteren Teilnehmern wie Flo Mega (Zurück) und Bosse & Anna Loos (Frankfurt/Oder). Im Gegensatz zum BSC war Geiles Leben in den deutschen Singlecharts erfolgreicher als Bauch und Kopf von Mark Forster und hält sogar mit dem Gewinnerlied Schau nicht mehr zurück den gemeinsamen Rekord für den „erfolgreichsten Beitrag in den deutschen Singlecharts nach Platzierung“. Die Single ist der kommerziell erfolgreichste BSC-Beitrag in deutschen und Schweizer Single-Charts aller Zeiten, und sie ist obendrein der einzige BSC-Beitrag mit Gold-Zertifizierung in der Schweiz.
Punktevergabe
| Baden-Württemberg | Bayern | Berlin | Brandenburg | Bremen | Hamburg | Hessen | Mecklenburg-Vorpommern | Niedersachsen | Nordrhein-Westfalen | Rheinland-Pfalz | Saarland | Sachsen | Sachsen-Anhalt | Schleswig-Holstein | Thüringen | Gesamt |
| 12                | 4      | 4      | 6           | 5      | 3       | 6      | 2                      | 3             | 6                   | 10              | 6        | 5       | 4              | 3                  | 3         | 82     |

## Inhalt
| „Ich wünsch’ dir noch ein geiles Leben, mit knallharten Champagnerfeten, mit Fame, viel Geld, dicken Villen und Sonnenbrillen. Ich seh doch ganz genau, dass du eigentlich was anderes willst! Ich wünsch’ dir noch ein geiles Leben, mit knallharten Champagnerfeten, mit Fame, viel Geld, dicken Villen und Sonnenbrillen. Ich seh doch ganz genau, dass du eigentlich was anderes willst!“ – Refrain, Originalauszug | Der Liedtext zu Geiles Leben ist in deutscher Sprache verfasst. Die Musik und der Text wurden gemeinsam von Philipp Albinger, Daniel Grunenberg, Philipp Klemz, Carolin Niemczyk, Christian Raab und Peter Stanowsky verfasst, als Liedtexter war zusätzlich Benjamin Bistram beteiligt. Musikalisch bewegt sich das Lied im Bereich der Popmusik. In dem Lied geht es um eine Generation, in der die echte Welt immer mehr ausgeblendet wird, eine Generation, die lieber „Champagnerfeten“ feiert und nur oberflächliche Beziehungen kennt, wodurch bislang tiefe Freundschaften oder Verbundenheiten in die Brüche gehen. Wege, die man bislang gemeinsam beschritten hat, führen nun in völlig entgegengesetzte Richtungen, weil Wertvorstellungen wie Bodenständigkeit, Loyalität und Treue auf der Strecke bleiben. In einem Interview mit Stefan Raab beschrieb Niemczyk selbst den Inhalt des Liedes mit folgenden Worten: „Es geht um eine Person, die sich der Party verschreibt und den Drogen, den unwichtigen Dingen des Lebens und sich dadurch verändert. Wir singen darüber, dass wir diese Person nicht wiedererkennen und hoffen, dass sie doch nochmal zurückfindet.“ |

## Musikvideo
Das Musikvideo zu Geiles Leben feierte am 21. August 2015, auf der Videoplattform YouTube, seine Premiere. Zu sehen sind größtenteils Carolin und Daniel von Glasperlenspiel, die sich vor einem schwarzen Hintergrund bewegen und das Lied singen. Weiter sind immer wieder kleine Ausschnitte zu sehen, in denen verdeutlicht wird, was ein wirklich exzessives Leben bedeutet: mit Hilfe von strassbesetzten Dekofiguren, Champagner (der aus dem Mund schäumt) oder auch lasziven Tänzen in teuren Roben. Am Ende des Videos ist ein Feuerkünstler zu sehen und ein Keyboard und Dollarnoten, die in Flammen aufgehen. Während des gesamten Musikvideos ist inmitten des Bildes der Liedtext zu sehen, der meist einen Kontrast zur bildlichen Sprache bildet. Die Gesamtlänge des Videos beträgt 3:30 Minuten. Regie führte wie bereits bei drei vorangegangenen Musikvideos von Glasperlenspiel wieder Jörg Kundinger. Bis Februar 2025 zählte das Video über 136 Millionen Aufrufe bei YouTube.

## Mitwirkende
| Liedproduktion - Philipp Albinger: Komponist, Liedtexter, Musikproduzent - Benjamin Bistram: Liedtexter - Johannes Burger: Musikproduzent - Daniel Grunenberg: Gesang, Keyboard, Komponist, Liedtexter - Philipp Klemz: Komponist, Liedtexter - Carolin Niemczyk: Gesang, Komponist, Liedtexter - Christian Raab: Komponist, Liedtexter - Peter Stanowsky: Komponist, Liedtexter - Kilian Wilke: Musikproduzent | Artwork - Jörg Kundinger: Regisseur (Musikvideo) Unternehmen - Polydor: Musiklabel - Universal Music Publishing: Vertrieb |

## Rezensionen
Während laut.de das Album Tag X eher negativ beurteilte, bewerteten sie Geiles Leben als eines der wenigen Stücke positiv mit den Worten: „Geiles Leben ist eine kleine Überraschung: ironischer Text, lockere und deep-housiges Arrangement. Der Song hat Potential, um im Ohr und auch im Radio zu bleiben.“
Laut Jan Stremmel von der Süddeutschen Zeitung eigne sich die „Hymne auf das Jungspießertum“ für Zuschauer der Stadl-Show.

## Kommerzieller Erfolg

### Chartplatzierungen
Geiles Leben erreichte in Deutschland Position zwei der Singlecharts und konnte sich 18 Wochen in den Top 10 sowie 56 Wochen in den Top 100 halten, womit es zu den am längsten platzierten Singles zählt. In Österreich erreichte die Single ebenfalls Position zwei und konnte sich insgesamt 13 Wochen in den Top 10 und 38 Wochen in den Charts halten. In der Schweiz erreichte die Single Platz eins der Charts und konnte sich insgesamt 37 Wochen in den Charts halten. Obwohl es das Lied in Deutschland nicht auf Position eins schaffte, war es trotzdem für einen Zeitraum von elf Wochen das erfolgreichste deutschsprachige Lied in den deutschen Singlecharts. 2015 platzierte sich Geiles Leben in den deutschen Single-Jahrescharts auf Position 24 sowie auf Position 49 in Österreich. 2016 platzierte sich die Single auf Position 40 in den deutschen Single-Jahrescharts sowie auf Position 44 in Österreich und auf Position 19 in der Schweiz.
Für Glasperlenspiel ist dies bereits der siebte Charterfolg in Deutschland sowie der vierte in Österreich und der zweite in der Schweiz. Es ist nach Echt und Nie vergessen ihr dritter Top-10-Erfolg in Deutschland sowie ihr erster in Österreich und der Schweiz. Erstmals gelang es dem Duo, sich mit einer Single an der Spitze der Charts zu platzieren. Nach Freundschaft konnte sich zum zweiten Mal eine Single von Glasperlenspiel gleichzeitig in allen drei deutschsprachigen Ländern platzieren. Bis heute konnte sich keine Single Glasperlenspiels höher in Deutschland, Österreich und der Schweiz in den Charts platzieren.
| ChartsChartplatzierungen | Höchstplatzierung | Wochen |
| ------------------------ | ----------------- | ------ |
| Deutschland (GfK)        | 2 (56 Wo.)        | 56     |
| Österreich (Ö3)          | 2 (38 Wo.)        | 38     |
| Schweiz (IFPI)           | 1 (37 Wo.)        | 37     |

| ChartsJahrescharts (2015) | Platzierung |
| ------------------------- | ----------- |
| Deutschland (GfK)         | 24          |
| Österreich (Ö3)           | 49          |

| ChartsJahrescharts (2016) | Platzierung |
| ------------------------- | ----------- |
| Deutschland (GfK)         | 40          |
| Österreich (Ö3)           | 44          |
| Schweiz (IFPI)            | 19          |

| ChartsJahrescharts (2010–2019) | Platzierung |
| ------------------------------ | ----------- |
| Österreich (Ö3)                | 86          |

### Auszeichnungen für Musikverkäufe
Im Mai 2020 wurde Geiles Leben in Deutschland mit einer Diamantenen Schallplatte für über eine Million verkaufte Einheiten ausgezeichnet. Im Februar und März 2016 wurde die Single mit Gold in Österreich und der Schweiz ausgezeichnet. Insgesamt wurde das Lied europaweit ein Mal mit Diamant und zwei Mal mit Gold für über 1.030.000 verkaufte Einheiten ausgezeichnet. Damit löste die Single ihre Vorgänger Echt und Nie vergessen (jeweils 150.000 verkaufte Exemplare) als meistverkaufte Veröffentlichungen Glasperlenspiels ab. Erstmals wurde ein Tonträger von Glasperlenspiel mit einer höheren Auszeichnung als Gold in Deutschland sowie mit Gold in Österreich und der Schweiz ausgezeichnet.

| Land/Region        | Auszeichnungen für Musikverkäufe (Land/Region, Auszeichnung, Verkäufe) | Verkäufe  |
| ------------------ | ---------------------------------------------------------------------- | --------- |
| Deutschland (BVMI) | Diamant                                                                | 1.000.000 |
| Österreich (IFPI)  | Gold                                                                   | 15.000    |
| Schweiz (IFPI)     | Gold                                                                   | 15.000    |
| Insgesamt          | 2× Gold · 1× Diamant ·                                                 | 1.030.000 |

## Coverversionen
- 2017: Die Schlümpfe, das Musikprojekt um die Schlümpfe, veröffentlichten am 10. März 2017 eine Version unter dem Titel Witz erzählen auf dem Album Das verschlumpfte Album.[23]
- 2019: Kidz Bop Germany, das Musikprojekt veröffentlichte eine kinderfreundliche Version des Stücks auf ihrem Debütalbum Kidz Bop Germany am 29. März 2019.[24]